# منتخب جزر ماريانا الشمالية لكرة القدم للسيدات
منتخب جزر ماريانا الشمالية الوطني لكرة القدم للسيدات (بالإنجليزية: Northern Mariana Islands women's national football team)‏ هو ممثل جزر ماريانا الشمالية الرسمي في المنافسات الدولية في كرة القدم للسيدات، يديريه اتحاد جزر ماريانا الشمالية لكرة القدم.